# Школски центар „Никола Тесла” Вршац
Школски центар „Никола Тесла” једна је од средњих школа у Вршцу. Налази се у улици Стеријина 40—44. Назив је добила по Николи Тесли, српском и америчком проналазачу, инжењеру електротехнике и машинства и футуристи најпознатијем по свом доприносу у пројектовању модерног система напајања наизменичном струјом. 

## Историјат
Школски центар „Никола Тесла” ради од прве половине 19. века. У почетку је радио као недељна школа за занатлије и трговце, 1886. године је постао прва занатска школа која континуирано ради до данас са различитим називом, радним временом, различитим наставним плановима и програмима. Када се повећавала продаја занатлијских производа, повећавао се и број радњи и промет, као и број ученика шегрта. Према летопису од 1946. године, ова школа је радила од 1900. али је школска архива уништена у току Првог и Другог светског рата. Школа ученика у привреди „Никола Тесла”, мешовитог типа која је изучавала све струке и занимања а основни задатак јој је био да пружи практично стручно образовање за одређену привредну делатност, је формирана 1946. године. Поред теоријског знања ученици су стицали и стручно-практично образовање које је организовано у радионицама школе и у радионицама привредних организација. Почетком 1959. године је добила назив Школа за квалификоване раднике „Никола Тесла” чији је основни циљ био оспособљавање младих за стваралачки рад и активно учешће у друштвеном животу. Број струка и занимања за која су се ученици оспособљавали је знатно повећан: металска, електротехничка, дрво–прерађивачка, прехрамбена, трговачка, кожарска, текстилна и саобраћајна струка. Поред ових, ученици су оспособљавани и за услужне делатности: кројач, фарбар, обућар, берберин и друге. Трансформацијом школства од 1977. и 1981. мења се концепција образовног система, основна делатност се састојала у образовању стручних радника за десет занимања машинске струке, осам занимања електротехничке струке и три занимања саобраћајне струке. Увођењем новог подручја рада Економија, право и администрација 2006. школа мења назив у Школски центар „Никола Тесла” са седиштем у Вршцу. Садржи шеснаест образовних профила у трогодишњем и четворогодишњем трајању из три подручја рада, двадесет и четири одељења са укупно 659 ученика, од тога седамнаест одељења за четврти степен, а седам за трећи. Десет одељења је у подручју рада електротехника, дванаест у подручју рада машинство и обрада метала и један у подручју рада економија, право и администрација. Броје педесет и седам наставника, површина школе је 8898m², од тога фискултурна сала има површину од 318m², учионички простор површине 1530m² и радионице површине од 330m². Ходници, хол и остали затворени простор имају укупну површину од 1574m². Укупна површина отвореног простора школе је 5146m², ту површину чине спортски терени 2200m² и стазе и травњаци 2946m². Објекат чини шест учионица, седам специјализованих учионица, дванаест кабинета–лабораторија, четири кабинета за информатику са рачунарима, фискултурна сала, библиотека, четири школске радионице, сала за друштвене активности, зборница, архива, четири канцеларије и помоћне просторије.

## Догађаји
Догађаји Школског центра „Никола Тесла”:
- Савиндан
- Школска слава Ђурђевдан
- Дан школе
- Дан заштите животне средине
- Национални дан борбе против дуванског дима
- Светски дан Ардуина са Мејкерима
- Светски дан поезије
- Дечја недеља
- Недеља Николе Тесле
- Европска недеља програмирања
- Конференција Дигитално образовање
- Сајам професионалне оријентације
- Ноћ музеја
- Пројекат „Вршњачком едукацијом до одрживог развоја”